# 루몽게주
루몽게주(Rumonge)는 부룬디의 주로 주도는 루몽게이며 면적은 1,079.72km2, 인구는 352,026명(2008년 기준)이다. 2015년 3월 26일 부루리 주와 부줌부라 교외주에 있던 일부 지방 자치체를 통합하여 신설되었다.